# Silicij
Silicij je kemijski element atomskog (rednog) broja 14 i atomske mase 28,0855(3) . U periodnom sustavu elemenata predstavlja ga simbol Si.
Silicij (lat. silex = tvrd kamen) je četvervalentni prijelazni metal, znatno manje reaktivan od ugljika u istoj skupini. Drugi je najzastupljeniji element na Zemlji (25,7 % zemljine mase, iza kisika), te se najčešće pronalazi u obliku kremena, odnosno silicijevog dioksida. Silicij ima važnu primjenu u industriji: u elementarnom stanju se koristi kao poluvodič u različitim elektroničkim napravama, integriranim krugovima i mikročipovima. Budući da ostaje poluvodič na znatno višoj temperaturi od germanija, njegova je uloga u elektronici nezamjenjiva.

Hrvatski naziv za njega je kremik.
Silicij se u prirodi ne nalazi u elementarnom stanju, već u obliku silicijeva(IV) oksida (kvarc) i mnogobrojnih silikata. Po rasprostranjenosti u Zemljinoj kori odmah je iza kisika, w(Si) = 25,7 %.
Silicija ima u stabljikama i lišću žitarica, u dlakama, perju i zubima, u ljušturama alga kremenjašica (diatomeja). Pustinjski pijesak uglavnom se sastoji od kvarca.
Plinoviti spojevi silicija dokazani su u međuzvjezdanim plinovima, a čvrsti silikati pronađeni su na meteoritima i u zvjezdanoj prašini.

## Dobivanje silicija
Elementarni se silicij može proizvesti na više načina, a procesi su dosta složeni. Jedna od važnijih metoda je redukcija silicijeva(IV) oksida (kvarca) koksom pri temperaturi oko 2100°C
SiO2(s) + 2 C(s) --> Si(I) + 2 CO(g)
Dobiveni silicij sadrži oko 2 % nečistoća.

Silicij visoke čistoće proizvodi se iz plinovitog triklorsilana (SiHCl3) koji se dobiva reakcijom nečistog silicija s klorovodikom pri 600°C
Si(s) + 3 HCl(g) --> SiHCl3(g) + H2(g)
Plinoviti triklorsilan, pročišćen frakcijskom destilacijom, reducira se s vodikom, a nastali elementarni silicIj se taloži na šiške vrlo čistog i zagrijanog silicija u samom reaktoru.

Nečistoće u siliciju su: oko 0,5 % željeza, 0,4 % aluminija i neznatne količine bakra, kalcija, magnezija, mangana, titanija i vanadija.

Dobiveni silicij ima čistoću 99,9999999 %.

Udio atoma nečistoća u siliciju je svega 30 ppb, što znači 3 atoma dodatnog elementa na 100 000 000 atoma silicija.
SiHCl3(g) + H2(g) --> Si(g) + 3 HCl(g)
Kad je izdvojen, najčišći silicij sastoji se iz mnogo malih kristala. Da bi se dobili veliki monokristali silicija, kakvi su npr. potrebni za proizvodnju čipova, silicij se rastali pri 1440°C. U taljevinu se uroni jedan mali kristal za cijepljenje pričvršćen na dršci. On se dalje uz stalnu vrtnju polagano izvlači iz silicijeve taljevine, pri čemu se na njemu kristalizira ostali silicij. Tim postupkom se može dobiti kristal promjera do 20 cm i mase do 70 kg. Iz tog kristala u obliku šipke može se izrezati oko tisuću ploča debljine 1mm. Iz svake takve ploče može se načiniti do sto čipova.
Čisti silicij ima dijamantnu strukturu, tvrd je i krt. Ima visoko talište i vrelište. Poluvodič je i vodljivost mu se povećava s porastom temperature, ali i prisutnošću malih količina drugih atoma u njegovoj strukturi. Tada govorimo o poluvodičima s nečistoćama (dopirani poluvodiči). Ako su nečistoće atomi elemenata 13. Skupine, radi se o poluvodičima p-tipa, a ako su to atomi 15. Skupine, o poluvodičima n-tipa. Atomi nečistoća zamjenjuju u strukturi atome silicija, a sama se struktura pri tome ne mijenja. Budući da atomi nečistoća i atomi silicija imaju različiti broj valentnih elektrona, vodljivost se znatno povećava.

Silicij ne reagira s kiselinama, a s lužinama tvori silikate oslobađajući vodik.
Si + 2 NaOH + H2O --> Na2SiO3 + 2 H2
U reakciji s halogenim elementima nastaju tetrahalogenidi SiX4, a u reakciji s vodikom silani.

Silicij pri povišenoj temperaturi reagira s kisikom, čega je produkt silicijev(IV) oksid (silicijev dioksid).

### Silicijev dioksid
Silicijev(IV) oksid se u prirodi pojavljuje u dvadesetak različitih kristalnih i amorfnih modifikacija. Najpoznatiji i najvažniji je kremen ili kvarc, najrasprostranjeniji mineral u prirodi. Uz kremen se pojavljuju tridimit i kristobalit. To su tri osnovna kristalna oblika koji su stabilni u određenim temperaturnim područjima i ne prelaze lako jedan u drugi.

Kristali kvarca mogu biti različite veličine, od malih u kvarcnom pijesku do pojedinačnih kristala veličine i do 50cm.

Kristali kvarca s više od 99,9 % SiO2 su potpuno prozirni. Obojeni prozirni kristali kvarca rabe se kao drago i poludrago kamenje.

Silicijev(IV) oksid, osim u kristalnim modifikacijama, postoji i u čitavom nizu prirodnih amorfnih modifikacija. Takav je primjerice opal – koji sadrži 3 – 21 % vode i dijatomejska zemlja – tvar nastala od amorfnog silicijeva dioksida iz ljuštura dijatomeja (alga kremenjašica).

Kremen je tvrd i krt kristal, visoka tališta. Otporan je na djelovanje svih kiselina osim fluorovodične kiseline, a lužine ga vrlo slabo i polagano otapaju. Reagira tek s taljevinama alkalijskih hidroksida ili karbonata, pri čemu nastaju silikati.

Silicijev dioksid u obliku kremena pijeska važna je sirovina pri proizvodnji običnog vodenog i specijalnih vrsta stakala, vatrostalnog materijala, keramike, emajlna i silikatnog kaučuka. U građevinarstvu se upotrebljava kao pijesak za žbuku i beton, te zbog velike tvrdoće, kao sredstvo za brušenje i poliranje.

### Silicijev karbid
Silicijev karbid (SiC, karborund/um/) je kovalentni karbid, koji je zbog različitih nečistoća obojen zeleno, žuto, plavo ili crno, ovisno o vrsti nečistoća.
Dobiva se reakcijom kremenog pijeska i koksa u elektrolučnim pećima pri temperaturama 1900-2000°C.
SiO2(s) + 3 C(s) --> SiC(s) + 2 CO(g)
Ima inzvaredna kemijska, fizikalna, mehanička, toplinska i električna svojstva. Jer se odlikuje velikom tvrdoćom (gotovo kao dijamant), koristi se za izradu bruseva i materijala za brušenje, poliranje i čišćenje površina čvrstih materijala.

Vatrostalan je materijal, velike toplinske vodljivosti i velike otpornosti na temperaturne promjene, pa se upotrebljava za izradu okna visokih peći, posuda za taljenje metala, nosača u pećima za pečenje keramičkih posuda i sl. Iz njega se izrađuju sapnice raketa, lopatice turbina, električna grijača tijela za rad pri visokim temperaturama (1100 – 1500°C). Materijal je i za legiranje s drugim tvarima.

## Silicijevi minerali
Najjednostavniji silikati sadrže izolirani anion SiO44- i kation metala. Primjer takvog silikata je mineral cirkon (ZrSiO4). Javlja se u malim štapićastim kristalićima. Bezbojan je i slabo obojen, dijamantnoga sjaja, velike tvrdoće. Koristi se za dobivanje visokovatrostalnog materijala, ali i za izradu nakita.

Predstavnik silikata prstenaste strukture je mineral beril (Al2Be3(Si6O18). Zeleno obojeni beril je kamen smaragd, a plavo obojeni akvamarin. Rabi se za dobivanje berilijeva oksida, važnog vatrostalnog materijala.

Vlaknasti silikatni minerali nazivaju se zajedničkim imenom azbest. To je materijal koji se danas izbacuje iz uporabe, jer dugotrajno izlaganje azbestu štetno djeluje na ljudski organizam i često dovodi do knacerogenih oboljenja.

Liskun (tinjac) je slojevite strukture, građen od jednostrukih i dvostrukih lanaca. Dvostruki silikatni sloj nalazimo i kod talka (talk = milovka) (Mg3(OH)2Si4O10(. Između slojeva vladaju slabe privlačne sile, pa su ovi minerali mekani, lako se kalaju i upotrebljavaju se u obliku praška u kozmetici.

U skupinu alumosilikata trodimenzionalne strukture ubrajamo razne glinence: otroklas (K(AlSi3O8) i anortit (CaAl2Si2O8) te zeolite. U alumosilikatima su neki atomi silicija zamijenjeni atomima aluminija.

Djelovanjem vode i CO2 iz zraka, glinenci se razlažu na alkalijske karbonate topljive u vodi i netopljive sastojke, koje voda nosi i miješa s drugim mineralima, pa tako nastaju gline, odnosno tlo.

Glinenci se koriste u keramičkoj industriji, u proizvodnji stakla i dr.

Zeoliti se odlikuju karakterističnom strukturom punom šupljina i tunela u kojima se nalaze alkalijski i zemnoalkalijski kationi i voda.

Primjena im je raznolika. Koriste se za sušenje nafte i prerađevina, za čišćenje plinova od štetnih plinovitih sastojaka (CO2, H2S, sumporovih oksida i dr.). Primjenjuju se kao ionski izmjenjivači, a i za djelomičnu zamjenu fosfata u deterdžentima, kao dodatak cementu i dr.